# Selen Soyder
Mükerrem Selen Soyder (Alsancak, İzmir, 26 de diciembre de 1986) más conocida como Selen Soyder, es una actriz, modelo, reina de belleza y activista turca. En 2007 ganó el certamen de Miss Mundo Turquía y representó a su país en Miss Mundo 2007, concurso llevado a cabo en la ciudad de Sanya, China y ganado por la concursante china Zhang Zilin.

## Biografía

### Carrera
Tras su participación en Miss Mundo 2007 y su incursión en el modelaje, Soyder debutó en la televisión turca interpretando el papel de Toprak en Yer Gök Aşk entre 2010 y 2011. Su buen desempeño en la serie la llevó a interpretar a Toprak Ilgaz en Lale Devri en 2011, compartiendo elenco con actores consagrados como Emina Jahović, Serenay Sarıkaya y Tolgahan Sayışman. En 2014 encarnó a Zeynep, personaje protagónico en la serie Reaksiyon. Dos años después volvió a protagonizar una serie de televisión, Hangimiz Sevmedik, en el papel de Itır Yeşil.

### Vida personal
La actriz proviene de una familia turca que inmigró desde Ioannina, Grecia. En 2015 se casó con el hombre de negocios turco Oren Frances.

## Filmografía
| Año       | Título            | Papel                     | Notas                             |
| 2007      | Miss Turquía      | Ella misma - Selen Soyder | Canal: Star TV                    |
| 2007      | Miss Mundo        | Ella misma - Selen Soyder | Representante turca               |
| 2010      | Yer Gök Aşk       | Toprak Karagül            | Papel protagónico, Canal: FOX TV  |
| 2011–2014 | Lale Devri        | Toprak Karagül Ilgaz      | Papel protagónico, Canal: FOX TV  |
| 2014      | Reaksiyon         | Zeynep                    | Papel protagónico, Canal: Star TV |
| 2016      | Hangimiz Sevmedik | Itır Yeşil                | Papel protagónico, Canal: TRT1    |

## Premios
| Premios y reconocimientos | Premios y reconocimientos     | Premios y reconocimientos               | Premios y reconocimientos |
| Año                       | Premio                        | Categoría                               | Obra                      |
| ------------------------- | ----------------------------- | --------------------------------------- | ------------------------- |
| 2006                      | Miss Bikini 2006              | Mejor prenda representativa             |                           |
| 2013                      | 19th Politics Magazine Awards | Estrella femenina del año en televisión | Lale Devri                |
| 2013                      | 4th Prestige Awards           | Mejor actriz                            | Lale Devri                |